# Kampvuur
Een kampvuur is een open vuur van brandend hout in de openlucht.

## Oorsprong
Het bewust gebruiken van vuur kwam al vrij vroeg voor tijdens de evolutie van de mens. Voor het aansteken van vuur werden diverse technieken gebruikt waaronder vuursteen.
De oudste tot nu toe ontdekte kampvuurresten zijn van ongeveer 790.000 jaar geleden bij de rivier de Jordaan. Er zijn indicaties dat in Afrika nog eerdere menselijke vuurhaarden zijn geweest.

## Functies
In de eerste plaats heeft een kampvuur vooral een praktisch doel: voor licht en warmte zorgen en voedsel bereiden. Ook wordt vuur gemaakt om wilde dieren of stekende insecten op afstand te houden. De effectiviteit hiervan is echter twijfelachtig. Daarnaast kan een kampvuur gebruikt worden voor het vervaardigen van houtskool of teer en voor eenvoudige materiaalbewerking zoals het bakken van klei en het harden van hout. Een kampvuur heeft vaak ook een sociale of zelfs rituele functie zoals een vreugdevuur. Tegenwoordig wordt er voornamelijk voor de gezelligheid gestookt. Traditioneel wordt er rond een kampvuur gezongen, op instrumenten gespeeld of worden er verhalen verteld.

## Techniek
Voor het maken van vuur zijn vele technieken, zoals lucifers of vuursteen, zie methoden om vuur te maken. Voor vuur zijn drie zaken nodig: brandstof, zuurstof en warmte. De grootte van het hout en de opbouw van het vuur (verdelingsgraad), windsterkte, houtsoort en vocht in het hout hebben hier invloed op.
Een zorgvuldige opbouw van klein naar groter materiaal is nodig om een eerste vlam uit te laten groeien tot een kampvuur. Zeker bij het ontsteken van het kampvuur is het nodig snel voldoende hitte te genereren. Als er eenmaal een laagje gloeiende kooltjes is ontstaan, moet de opbouw zo zijn dat deze voldoende zuurstof toelaat maar wel genoeg warmte vasthoudt. Hiervoor zijn vele technieken zoals een piramide- of blokvuur. Verstikking door te veel hout leidt tot slechte verbranding en sterke rookontwikkeling.
Het doven van een kampvuur kan door afkoeling met water of door het uit elkaar te schoppen. Een andere manier om een kampvuur te doven is het verstikken door het af te dekken met bijvoorbeeld aarde. Als er geen brandstof meer toegevoegd wordt zal een kampvuur uiteindelijk vanzelf doven.

## Gevaren en overlast
Open vuur brengt risico's met zich mee zoals kans op brandwonden en natuurbrand. De rook van een kampvuur is ongezond en kan overlast veroorzaken. Een slecht brandend vuur veroorzaakt veel roet. Het verbranden van afval en geverfd of behandeld hout kan giftige stoffen doen vrijkomen, maar ook de rook van hout van sommige giftige boomsoorten kan gezondheidsproblemen geven.

## Nederlandse regelgeving

### Wet
De Nederlandse wet stelt alleen dat men uitsluitend op veilige wijze kampvuur mag stoken. In het Wetboek van Strafrecht artikel 429 staat het volgende.

Met hechtenis van ten hoogste veertien dagen of geldboete van de tweede categorie wordt gestraft: Hij die [...] een vuur aanlegt, voedt of onderhoudt op zo korte afstand van gebouwen of goederen, dat daardoor brandgevaar kan ontstaan; [...] Hij die door gebrek aan de nodige omzichtigheid of voorzorg gevaar voor bos-, heide-, helm-, gras- of veenbrand doet ontstaan; [...]

De geldboete van de tweede categorie wordt gespecificeerd in artikel 23 van het Wetboek van Strafrecht (minimaal €3 tot maximaal €4350 in 2020).

### Gemeente
Het stoken van een kampvuur wordt vooral door gemeenten aan banden gelegd. Vaak is alleen een klein sfeer- of kookvuur toegestaan. Sommige kampeerterreinen en scoutingverenigingen hebben een permanente ontheffing voor het stoken van kampvuur. De meeste Algemene Plaatselijke Verordeningen (APV) bevatten onderstaande tekst, maar varianten daarop die meer of minder toe staan, komen ook voor.

Het is verboden in de openlucht [...] vuur aan te leggen, te stoken of te hebben. Mits er geen sprake is van gevaar, overlast of hinder voor de omgeving, is het verbod niet van toepassing op: [...] sfeervuren zoals terrashaarden en vuurkorven, indien geen afvalstoffen worden verbrand; vuur voor koken, bakken en braden. Het college kan van dit verbod ontheffing verlenen. [...]

De hoogte van de boete die bij overtreding opgelegd kan worden, is te raadplegen op de website van het Openbaar Ministerie (OM) (€289 in 2020).

### Opsporingsambtenaar
Een opsporingsambtenaar kan wanneer hij dat bijvoorbeeld voor de veiligheid nodig acht een aanwijzing geven omtrent het maken van vuur. Weigeren een dergelijke aanwijzing op te volgen zal een boete opleveren (€399 in 2020).

### Grondeigenaar
De grondeigenaar of -beheerder kan aanvullende regels opleggen. Bij natuurgebieden moeten deze op het toegangsbord vermeld staan of persoonlijk meegedeeld worden. Veel landgoederen zijn tussen zonsopkomst en -ondergang opengesteld voor wandelaars omdat dit belastingvoordelen oplevert voor de eigenaar. De Natuurschoonwet stelt hieraan de volgende eisen.

De openstelling van het landgoed moet duidelijk en waarneembaar door middel van borden aangegeven zijn. [...] Gedragsregels die op de borden kunnen worden vermeld zijn: ‘Het is niet toegestaan zich buiten de paden te begeven’ en ‘Het is verboden om: [...] bomen, struiken en andere gewassen te beschadigen; hout te sprokkelen; [...] vuur te maken [...]; papier en ander afval achter te laten.’

De grondeigenaar kan zich bij overtreding beroepen op artikel 461 van het Wetboek van Strafrecht.

Hij die, zonder daartoe gerechtigd te zijn, zich op eens anders grond waarvan de toegang op een voor hem blijkbare wijze door de rechthebbende is verboden, bevindt of daar vee laat lopen, wordt gestraft met geldboete van de eerste categorie.

De geldboete van de eerste categorie wordt gespecificeerd in artikel 23 van het Wetboek van Strafrecht (minimaal €3 tot maximaal €435 in 2020). De hoogte van de boete die opgelegd kan worden bij het zich niet houden aan de toegangsvoorwaarden, is te raadplegen op de website van het OM (€104 in 2020).

### Brandweer
Bij bijzondere omstandigheden kan de brandweer het maken van vuur tijdelijk verbieden. Voor de meeste veiligheidsregio's wordt langdurige droogte o.a. via de centrale website Natuurbrandrisico.nl bekendgemaakt door het afkondigen van risicofase 2:

Fase 2 | Wat betekent dit voor u?
- U mag hoogstwaarschijnlijk niet meer stoken, ook al heeft u een ontheffing van het stookverbod. Kijk daarvoor naar de voorwaarden van de ontheffing of neem hierover contact op met de verlenende instantie (gemeente of provincie).
- In sommige delen van het land mag u van de terrein- of natuureigenaren geen open vuur stoken in of bij de natuur.
- Dit kan ook gelden voor gebruik van vuurkorven, fakkels, wensballonnen en vuurwerk of koken met open vuur op vaste brandstoffen, zoals hout of houtskool / briketten. Volg hun aanwijzingen / geboden!
- Wees alert op verdachte situaties en meld die bij de terreineigenaar of een hulpdienst. Help mee door foto's / film te maken en onthoud de locatie, persoonskenmerken en bijvoorbeeld een kenteken als u een situatie niet vertrouwt.
- Houd er rekening mee dat u niet overal in de natuur goed bereik heeft met uw mobiele telefoon.
- Houd op uw verblijfplaats altijd blusmiddelen bij de hand, bijvoorbeeld een blusdeken, tuinslang, brandblusser of in ieder geval een emmer water.
- Veroorzaak niet per ongeluk een natuurbrand: gooi daarom sigaretten en glas altijd in een prullenbak of neem het mee. Denk ook aan kolen van de barbecue of opgehoopt tuinafval (broei), en parkeer uw auto (met hete katalysator) niet in hoog en droog gras.

[...]